# LHS 4040
LHS 4040 es una enana blanca que forma un sistema binario junto a una enana roja denominada LHS 4039.
Un tercer objeto más distante, APMPM J2354-3316C, completa el sistema estelar.
Este se halla situado a 65,5 años luz de distancia del sistema solar en dirección a la constelación de Sculptor.
LHS 4039 (L 577-71), de magnitud aparente +12,8, es la componente principal del sistema.
Es una enana roja de tipo espectral M4V —igual al de la estrella fulgurante Ross 128—, visualmente a 6,5 segundos de arco de la enana blanca.
La separación real entre ambas estrellas es de unas 150 UA, 5 veces mayor que la distancia existente entre Neptuno y el Sol.
La componente secundaria, LHS 4040 (WD 2351-335 / L 577-72), es una enana blanca de magnitud aparente +13,56 y tipo espectral DA.
Tiene una temperatura efectiva de aproximadamente 8070 K y una luminosidad equivalente al 0,079% de la luminosidad solar.
Su masa es igual al 49% de la masa solar y tiene una edad estimada —como enana blanca— de 810 ± 50 millones de años.
El tercer objeto, APMPM J2354-3316C, es una tenue enana roja de magnitud +20,7.
De tipo M8.5V, parece ser una estrella activa que presenta ciertas semejanzas con LHS 2397a.
Su separación respecto a la binaria LHS 4039/LHS 4040 es de unas 2200 UA.